# Janův Důl
Janův Důl là một làng thuộc huyện Liberec, vùng Liberecký, Cộng hòa Séc.